# اوداکسلاگنیا

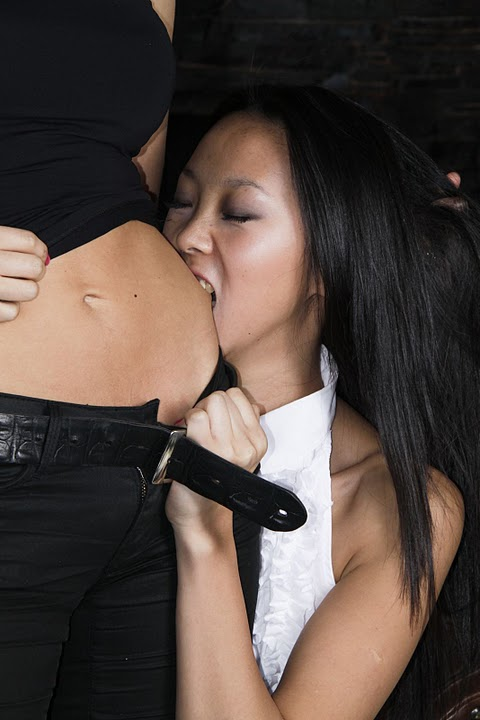
زنی که شکم زن دیگری را گاز می‌گیرد.

اوداکسلاگنیا (به انگلیسی: Odaxelagnia) یا گازگیری‌دوستی نوعی انحراف جنسی است که شامل تحریک جنسی از طریق گاز گرفتن یا گاز گرفته شدن می‌شود. اوداکسلاگنیا یک شکل خفیف سادومازوخیسم در نظر گرفته می‌شود. آلفرد کینزی اوداکسلاگنیا را مورد مطالعه قرار داد و گزارش داد که تقریباً نیمی از افراد مورد بررسی برانگیختگی جنسی ناشی از گاز گرفتن را تجربه کرده‌اند.